# 富士見ヶ丘駅
富士見ヶ丘駅（ふじみがおかえき）は、東京都杉並区久我山五丁目にある、京王電鉄井の頭線の駅である。井の頭北管区所属。駅番号はIN13。

## 歴史
- 1933年（昭和8年）8月1日：帝都電鉄の駅として開設。
- 1940年（昭和15年）5月1日：小田原急行鉄道と合併、同社帝都線の駅となる。
- 1942年（昭和17年）5月1日：小田急電鉄が東京急行電鉄（大東急）へ併合。
- 1948年（昭和23年）6月1日：東急から京王帝都電鉄が分離、同社井の頭線の駅となる。
- 2010年（平成22年）12月26日：橋上駅舎使用開始。

## 駅構造
島式ホーム1面2線を有する地上駅。橋上駅舎を備える。
現駅舎は2010年（平成22年）3月に着工し、同年12月26日より使用開始した。コンコース（改札階）とホーム間、コンコース（改札階）と北口地上部間にはエレベーター・エスカレーターが設置されているが、コンコース（改札階）と南口地上部間にはエレベーターはあるがエスカレーターはない。
2010年（平成22年）12月まで使用されていた旧駅舎へ連絡していた地下通路は南北自由通路として存置されている。
駅西側には富士見ヶ丘検車区がある。また、駅西方の上下線間に引上線があり、これを利用して朝ラッシュ時に当駅 - 渋谷駅間の区間列車が設定されている。そのため、朝ラッシュ時には着席目的で始発電車を待つ乗客で混雑する。
トイレは2F改札口内にある。ユニバーサルデザイン設備として「だれでもトイレ」（オストメイト対応）も整備されている。

### のりば
| 番線 | 路線     | 方向 | 行先                     |
| ---- | -------- | ---- | ------------------------ |
| 1    | 井の頭線 | 下り | 久我山・吉祥寺方面       |
| 2    | 井の頭線 | 上り | 明大前・下北沢・渋谷方面 |

- 終電や平日朝ラッシュ時などに当駅を始発終着とする列車が多数設定されている。なお、車庫から出庫する吉祥寺行は1番線を通常の進行方向とは反対から入線する。そのため、1番線には久我山寄りと高井戸寄りの両方に停止位置目標がある。車庫から出庫して吉祥寺へ回送するための折返し線として使用する場合もある。
- 早朝各停渋谷行1本は、当駅渋谷方にある渡り線錆び取りのため、1番線より発車する。
- 各停のみ停車する駅であるが、検車区が併設されているため、運行上は主要駅でもあり、ホームには早くからLED式発車標が設置されている（その後井の頭線全駅に設置された）。

| 北口改築前（2007年9月18日） |  | 南口改築前（2008年6月8日） |
| 北口改築前（2007年9月18日） |  | 南口改築前（2008年6月8日） |

## 利用状況
2024年度（令和6年度）の1日平均乗降人員は13,091人である。
近年の1日平均乗降・乗車人員の推移は以下の通り。
| 年度               | 1日平均 乗降人員 | 1日平均 乗車人員 | 出典     |
| ------------------ | ---------------- | ---------------- | -------- |
| 1955年（昭和30年） | 4,734            |                  |          |
| 1960年（昭和35年） | 8,757            |                  |          |
| 1965年（昭和40年） | 11,737           |                  |          |
| 1970年（昭和45年） | 14,421           |                  |          |
| 1974年（昭和49年） | 15,942           |                  |          |
| 1975年（昭和50年） | 15,146           |                  |          |
| 1980年（昭和55年） | 14,097           |                  |          |
| 1985年（昭和60年） | 13,686           |                  |          |
| 1990年（平成02年） | 14,485           | 7,027            | [ * 1 ]  |
| 1991年（平成03年） |                  | 7,139            | [ * 2 ]  |
| 1992年（平成04年） |                  | 7,019            | [ * 3 ]  |
| 1993年（平成05年） |                  | 6,959            | [ * 4 ]  |
| 1994年（平成06年） |                  | 6,838            | [ * 5 ]  |
| 1995年（平成07年） | 13,878           | 6,708            | [ * 6 ]  |
| 1996年（平成08年） | 14,087           | 6,893            | [ * 7 ]  |
| 1997年（平成09年） | 13,903           | 6,822            | [ * 8 ]  |
| 1998年（平成10年） | 13,823           | 6,747            | [ * 9 ]  |
| 1999年（平成11年） | 13,795           | 6,738            | [ * 10 ] |
| 2000年（平成12年） | 13,993           | 6,773            | [ * 11 ] |
| 2001年（平成13年） | 14,133           | 6,915            | [ * 12 ] |
| 2002年（平成14年） | 14,101           | 6,904            | [ * 13 ] |
| 2003年（平成15年） | 14,287           | 6,921            | [ * 14 ] |
| 2004年（平成16年） | 14,107           | 6,841            | [ * 15 ] |
| 2005年（平成17年） | 13,979           | 6,803            | [ * 16 ] |
| 2006年（平成18年） | 13,805           | 6,751            | [ * 17 ] |
| 2007年（平成19年） | 13,920           | 6,907            | [ * 18 ] |
| 2008年（平成20年） | 13,985           | 6,940            | [ * 19 ] |
| 2009年（平成21年） | 13,887           | 6,890            | [ * 20 ] |
| 2010年（平成22年） | 13,375           | 6,690            | [ * 21 ] |
| 2011年（平成23年） | 13,370           | 6,631            | [ * 22 ] |
| 2012年（平成24年） | 13,540           | 6,718            | [ * 23 ] |
| 2013年（平成25年） | 13,934           | 6,932            | [ * 24 ] |
| 2014年（平成26年） | 13,975           | 6,945            | [ * 25 ] |
| 2015年（平成27年） | 14,008           | 6,962            | [ * 26 ] |
| 2016年（平成28年） | 13,845           | 6,882            | [ * 27 ] |
| 2017年（平成29年） | 14,050           | 6,995            | [ * 28 ] |
| 2018年（平成30年） | 13,936           | 6,953            | [ * 29 ] |
| 2019年（令和元年） | 13,958           | 6,943            | [ * 30 ] |
| 2020年（令和02年） | 10,420           | 5,200            | [ * 31 ] |
| 2021年（令和03年） | 11,216           |                  |          |
| 2022年（令和04年） | 12,135           |                  |          |
| 2023年（令和05年） | 12,575           |                  |          |
| 2024年（令和06年） | 13,091           |                  |          |

## 駅周辺
南北を商店街に挟まれており、駅前にはロータリーなどはない。商店街を外れると閑静な住宅地が広がる。
- 杉並富士見ヶ丘郵便局
- 高井戸公園：整備中。
  - 久我山運動場
  - 富士見ヶ丘運動場（旧・NHK富士見ヶ丘運動場）：閉鎖済。
    - NHK富士見ヶ丘クラブハウス：前川國男の設計。1954年（昭和29年）竣工。
- 京王電鉄富士見ヶ丘検車区
- 杉並区立富士見丘小学校
- 杉並区立富士見丘中学校
- 杉並区立久我山小学校
- 浴風会本館：内田祥三・土岐達人の設計。1926年（昭和元年）竣工。2001年（平成13年）に東京都選定歴史的建造物に指定された。
  - 浴風会病院
- 神田川
- 警視庁高井戸警察署
- オーケー 杉並宮前店

## 隣の駅
京王電鉄
 井の頭線
■急行
通過
■各駅停車
高井戸駅 (IN12) - 富士見ヶ丘駅 (IN13) - 久我山駅 (IN14)